# Maclurochloa montana
Maclurochloa montana là một loài thực vật có hoa trong họ Hòa thảo. Loài này được (Ridl.) K.M.Wong mô tả khoa học đầu tiên năm 1993.